# Vamlingbo kyrka

Vamlingbo kyrka är en kyrkobyggnad som tillhör Hoburgs församling i Visby stift. Kyrkan ligger i Vamlingbo drygt tre mil söder om Hemse på Gotland.

## Kyrkobyggnaden
Nuvarande hallkyrka består av ett treskeppigt långhus med ett smalare rakt avslutat kor i öster och ett kyrktorn i väster. Norr om koret ligger sakristian. Byggnadsmaterialet är huggen sandsten med detaljer i finhuggen kalksten. Fasaderna är vitputsade. Långhus och kor täcks av sadeltak. Kyrkan har tre ingångar, en på långhusets norra sida, en på långhusets södra sida samt en på korets södra sida. Ingångarna har likartade portaler med veckkapitäl. Södra tornportalen sattes igen när stödmurarna uppfördes, men senare har portalomfattningen frilagts och kan studeras inifrån. Långhuset har smala fönsteröppningar, två i norr och två i söder. Östra korväggen genombryts av en trefönstergrupp.

### Tillkomst och ombyggnader
Större delen av kyrkan uppfördes på 1200-talet och ersatte möjligen en tidigare stenkyrka. Vid inre restaureringar på 1900-talet hittades grundmurar till ett mindre torn under det befintliga. Från äldre tid härstammar även några inmurade sandstensreliefer i södra långhusväggen, som är delar av gravkistor från 1100-talet. Långhus och kor uppfördes vid mitten av 1200-talet. Tornet tillfogades vid 1300-talets mitt och var med cirka 75 meter Gotlands högsta kyrktorn. På 1730-talet renoverades tornet, men blåste ned vid en storm 1736. Ännu en gång renoverades tornet, men dess överdel raserades vid ett blixtnedslag 9 februari 1817. Nuvarande kyrktorn uppfördes 1820 då befintlig lanternin och nuvarande kraftiga stödmurar tillkom. Samtidigt sattes södra tornportalen igen. Sakristian har tillkommit på senare tid. 1961 restaurerades kyrkan efter förslag av arkitekten Åke Porne, och en yttre restaurering ägde rum 1987–1988.

## Interiör
Kyrkorummet kännetecknas av växlingen mellan röd och grå kalksten i pelarskaft, triumfbåge och fönsteromfattningar, tillsammans med kvadermålning i gult och grått. I triumfbågsmuren finns en trepassformig öppning, som är Gotlands enda bevarade medeltida ambo (talarstol). I triumfbågsmuren finns även nischer för sidoaltaren där det sydöstra är bevarat. Kyrkorummets långhus täcks av nio kryssvalv, vilka bärs upp av fyra rundpelare. Kalkmålningar finns och härstammar från 1200-talet och 1300-talet. Figurmålningen på norra långhusväggen är från mitten av 1200-talet och föreställer kejsar Henriks själavägning. Långhusets har valvmålningar från omkring 1700, men dessa restaurerades hårt vid sekelskiftet 1900. Samtidigt tillkom korets glasmålningar som är medeltidsimitationer.

## Inventarier
- Dopfunten tillhör Byzantios-gruppen och tillverkades under 1100-talets andra hälft.
- Altaret är byggt av sandsten och har en altarskiva huggen av en stor kalksten.
- Altartavlan, som är snidad på 1300-talet, har skulpterade bilder av Jesus på korset, Maria, Johannes och apostlarna.
- Predikstolen är från 1600-talet och ersatte en medeltida predikstol som var en ambo.
- En modern skulptur av kalksten har motivet Maria med Jesusbarnet och gjordes av Sven Lundqvist 1971.

### Orgel
- Kyrkans första orgel, som byggdes 1840 av Sven Petter Pettersson, Visby, var ett instrument med åtta stämmor.
- År 1932 tillverkade Rieger Orgelbau en orgel, som 1962 byggdes om av Andreas Thulesius, Klintehamn. Den hade sexton stämmor.
- Nuvarande orgel byggdes 1985 av J. Künkels Orgelverkstad. Den är mekanisk och fasaden är bibehållen från 1840 års orgel.

| Huvudverk I     | Svällverk II  | Pedal           | Koppel |
| Principal 8’    | Gedackt 8’    | Subbas 16’      | I/P    |
| Gedackt 8’      | Principal 4’  | Principalbas 8’ | II/P   |
| Oktava 4’       | Täckflöjt 4’  |                 | II/I   |
| Flöjt 4’        | Oktava 2’     |                 |        |
| Oktava 2’       | Kvinta 1 1⁄3' |                 |        |
| Mixtur 3-4 chor |               |                 |        |

## Bildgalleri

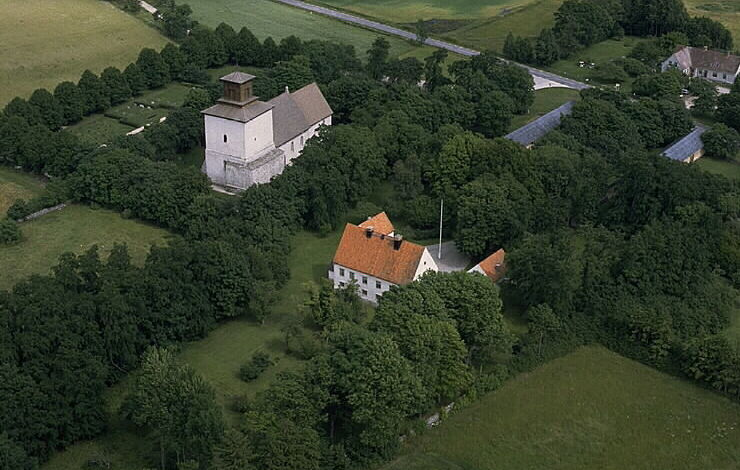
Kyrkan och prästgården
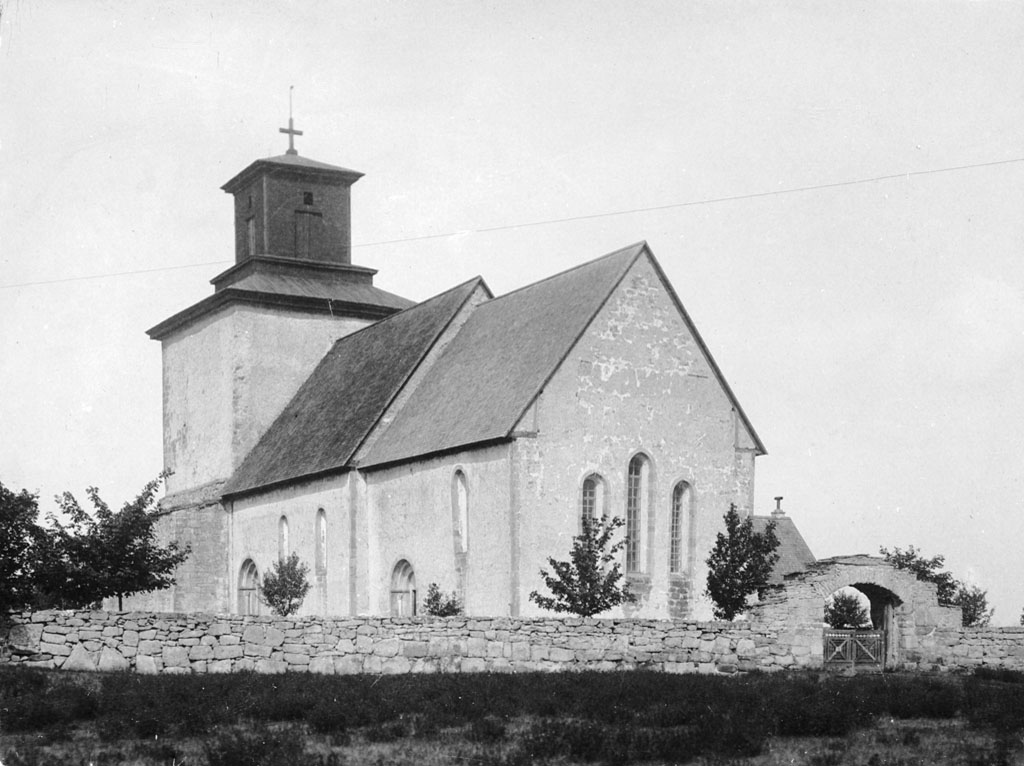
Kyrkan 1901
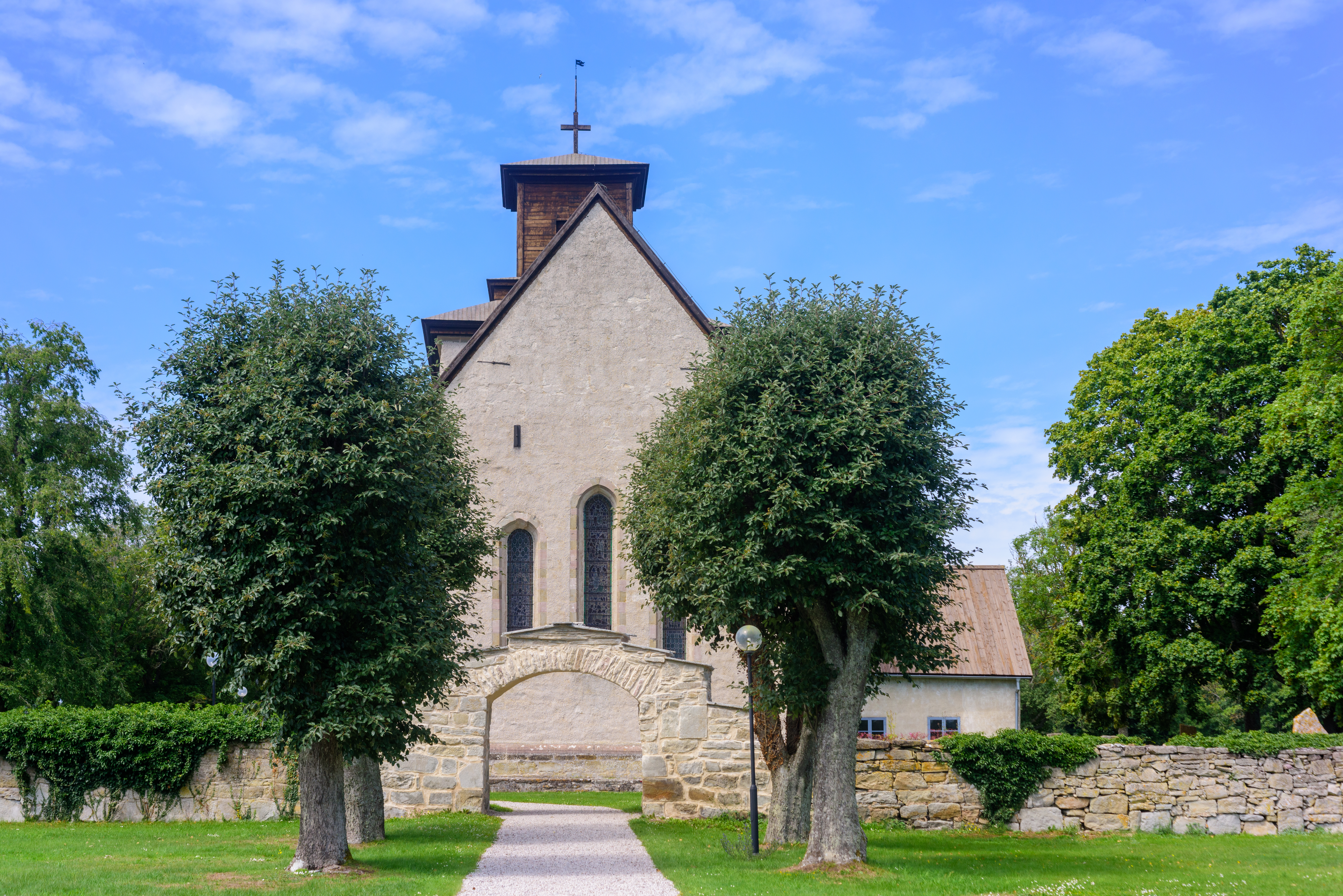
Kyrkan med östra portalen
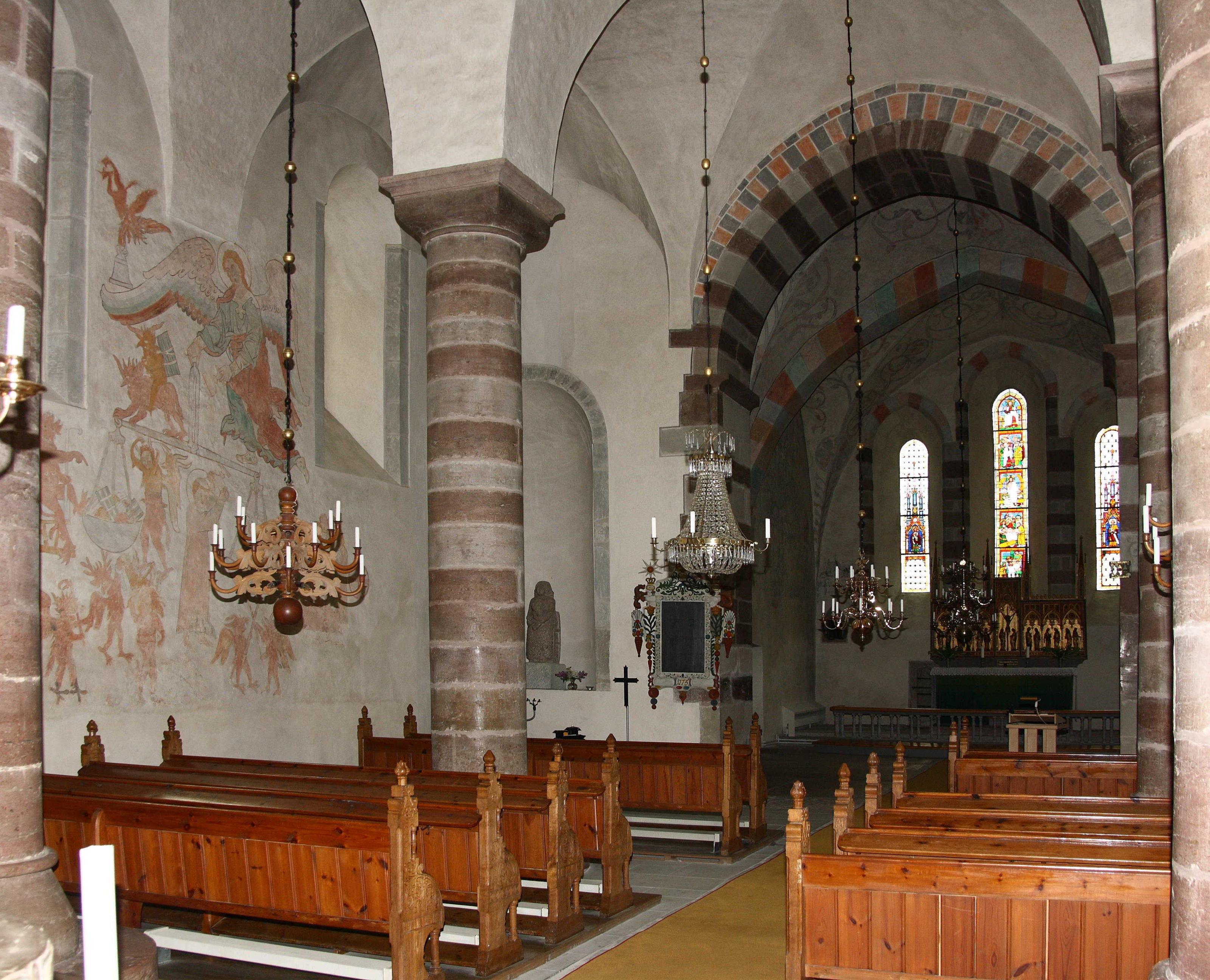
Interiör
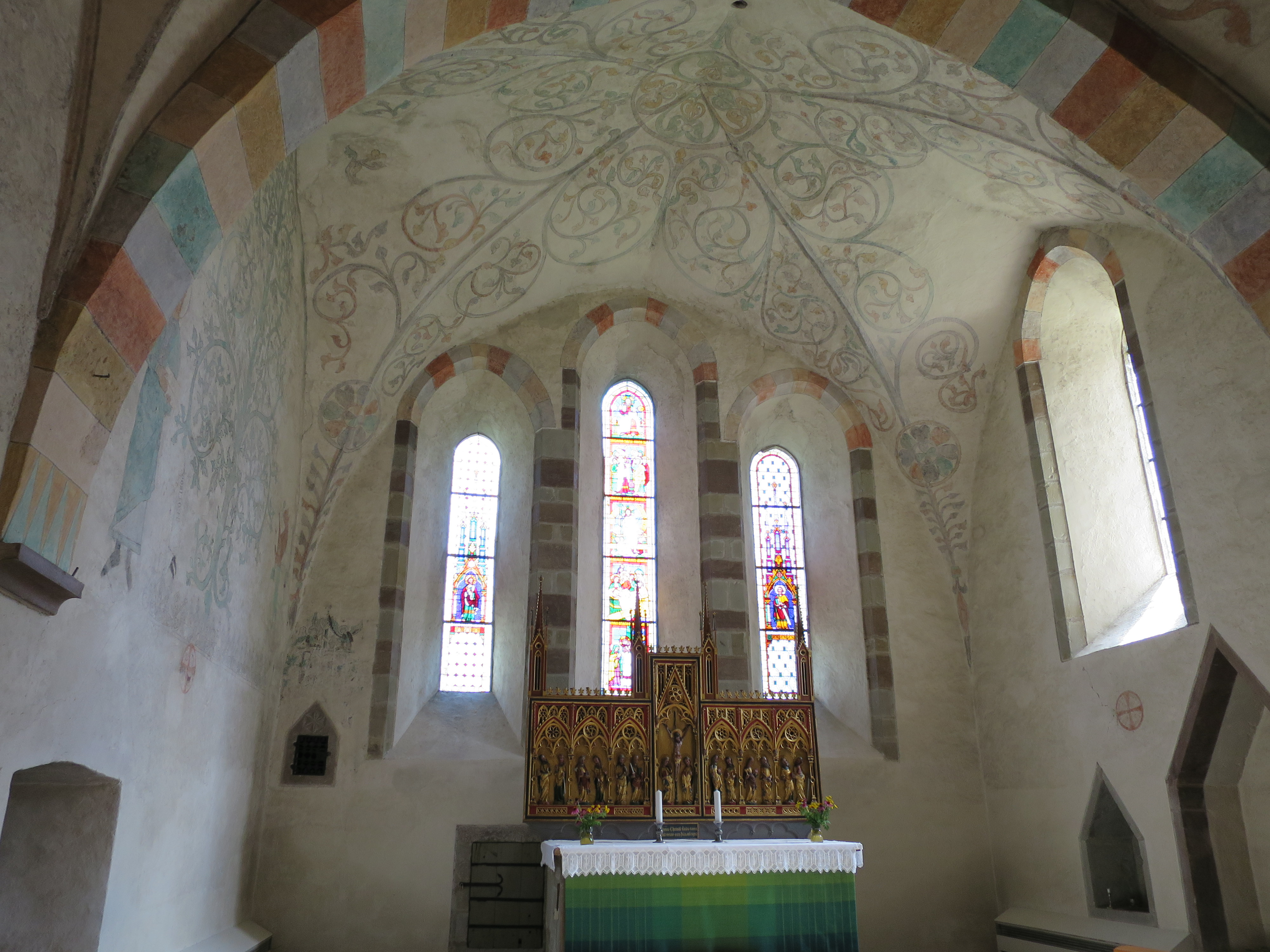
Koret
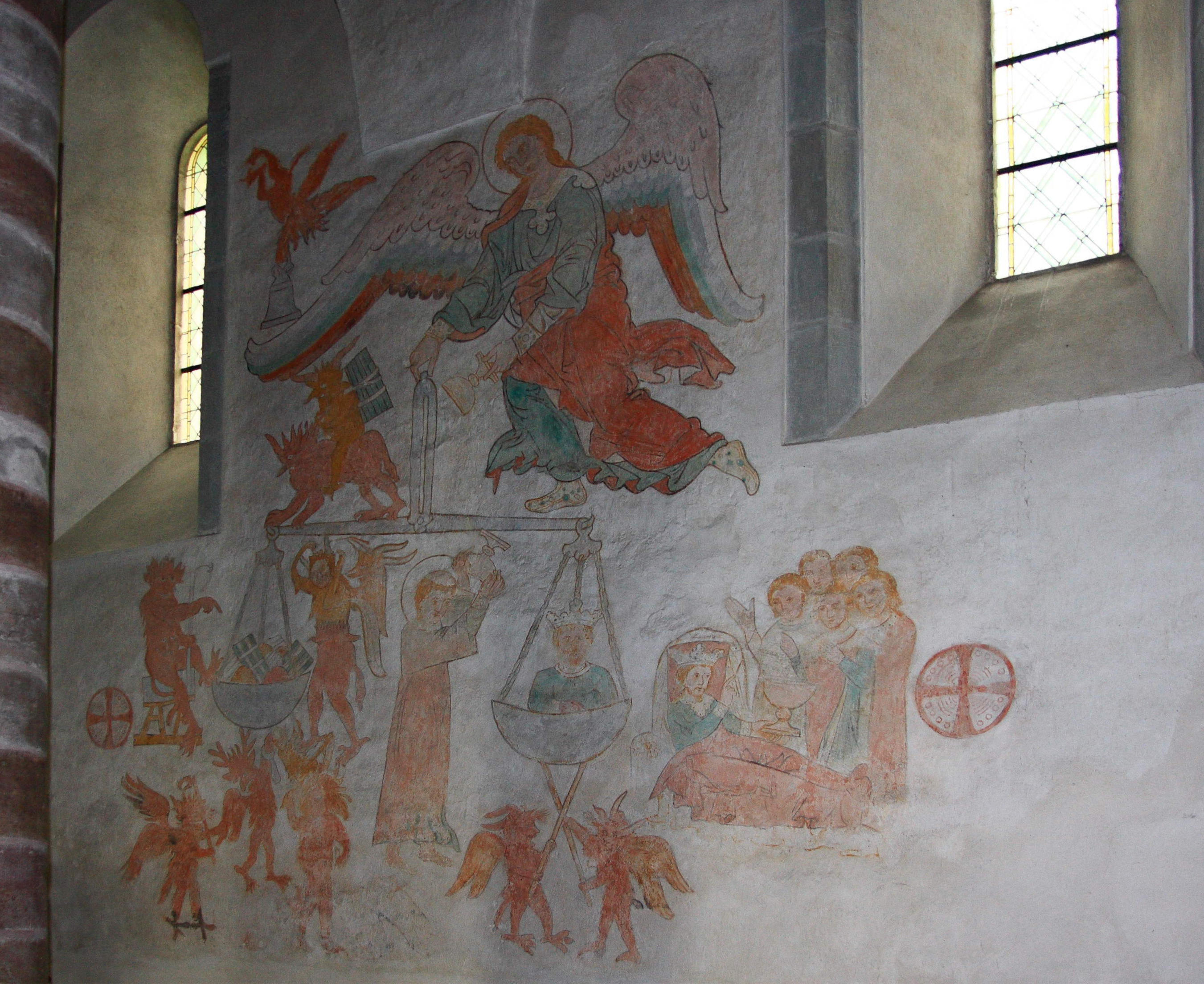
Själavägningen
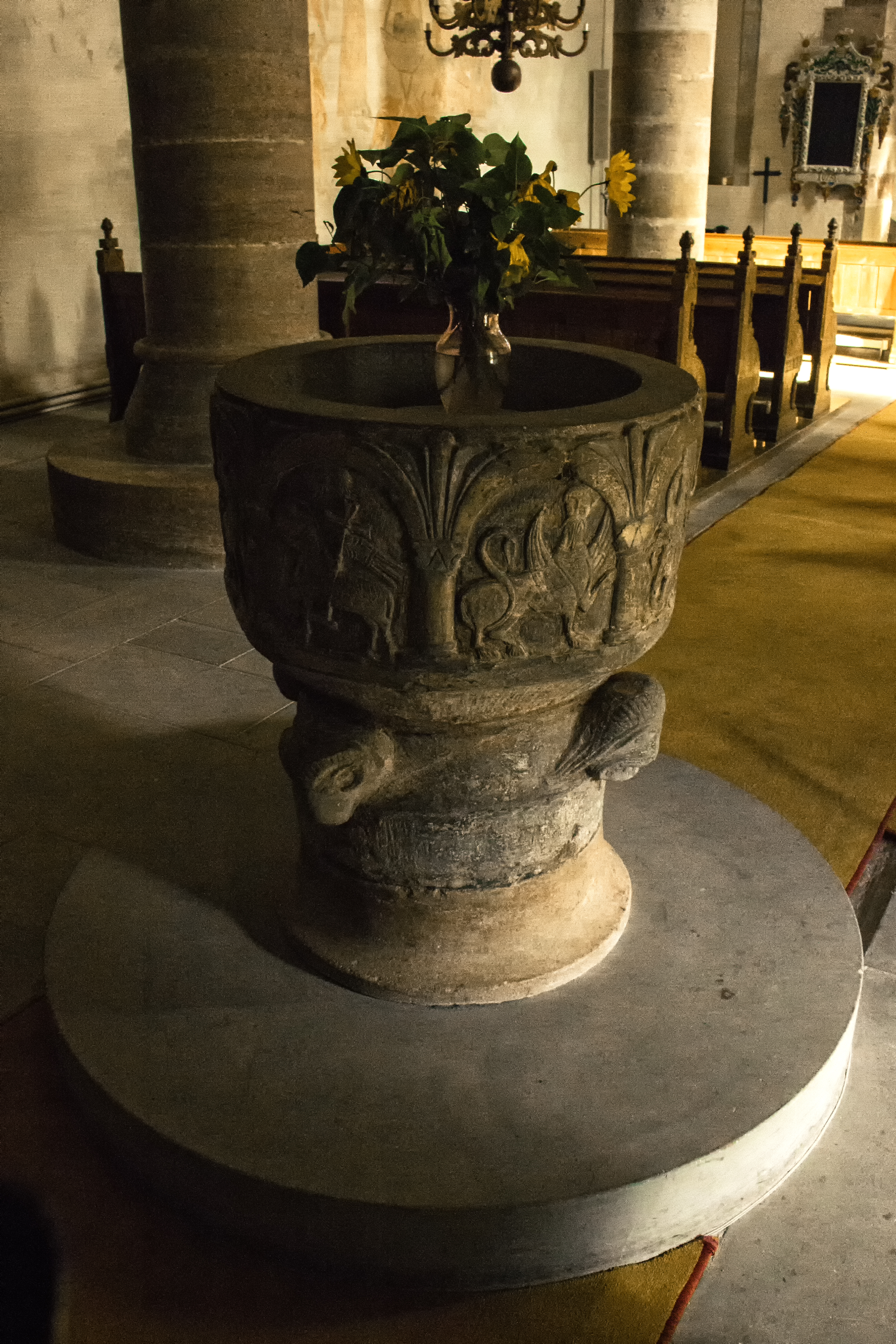
Dopfunten

### Webbkällor
- Vamlingbo kyrka på Guteinfo, se också länkar till höger om bild och text för några inventarier
- byggnadspresentation
- Orgelanders